# Dybianky
Dybianky (ukr.  Диб'янки) – wieś na Ukrainie w rejonie lwowskim (wcześniej w rejonie pustomyckim) obwodu lwowskiego.